# Maik Bullmann
Maik Bullmann né le 25 avril 1967 à Francfort, est un lutteur allemand spécialiste de la lutte gréco-romaine. Il participe aux Jeux olympiques d'été de 1992 et aux Jeux olympiques d'été de 1996 en combattant dans la catégorie des -90 kg. En 1992, il obtient le titre olympique et en 1996, il décroche la médaille de bronze.

## Palmarès

### Jeux olympiques
- Jeux olympiques d'été de 1992 à Barcelone,  Espagne
  -  Médaille d'or

- Jeux olympiques de 1996 à Atlanta,  États-Unis
  -  Médaille de bronze

### Championnats du monde
- 1989  Médaille d'or
- 1990  Médaille d'or
- 1991  Médaille d'or
- 1993  Médaille d'argent
- 1994  Médaille de bronze